# بیوک‌تپه
محوطه بیوک تپه مربوط به دوران‌های تاریخی پس از اسلام است و در شهرستان تاکستان، روستای کشمرز واقع شده و این اثر در تاریخ ۱۷ اسفند ۱۳۸۱ با شمارهٔ ثبت ۷۶۷۶ به‌عنوان یکی از آثار ملی ایران به ثبت رسیده است.